# Helictopleurus gibbicollis
Helictopleurus gibbicollis là một loài bọ cánh cứng trong họ Bọ hung (Scarabaeidae).